# Tacos francès
|  | No s'ha de confondre amb Taco. |

Un tacos francès o tacos de Lió (escrit sempre amb una s final ni que es tracti d'una sola peça), per oposició al taco originari de Mèxic, és un plat que es compon d'una galeta fina de blat com la del taco original, replegada sobre si mateixa i torrada, que sempre conté una guarnició que, sovint, és a base de carn certificada halal, de patates fregides i de salsa. Molt diferent del taco mexicà, el tacos francès, plat híbrid entra panini, kebab i burrito, és de forma rectangular i comprèn patates fregides i un formatge industrial.

## Etimologia
Segons Daniel Shkolnik de Vice Magazine, el nom tacos francès és "una mena de pirueta de màrqueting, atraient els clients a la promesa d'un símbol de la cuina mexicana mentre els venen alguna cosa completament diferent".
A la revista Grazia, Mohamed Soualhi, fundador de la cadena Tacos Avenue, declara que el « tacos francès va néixer a Vaulx-en-Velin, un suburbi lionès, cap al 2004. Durant molt de temps va romandre una especialitat de la regió Roine-Alps abans de estendre's arreu de França ». Tot i així, la revista marroquina Telquel identifica « Abdelhadi i Mohammed Moubarek, dos germans casablanquesos originaris d'Hay Farah, instal·lats a Savoia » com a inventors del tacos francès. Segons la revista 66 minutes, el tacos francès hauria sigut inventat a finals dels anys 2000, a Lió, per Mohamed Soualhi, el fundador de Tacos Avenue.
Dues firmes franceses es reparteixen el mercat del tacos francès : O'Tacos i Tacos Avenue (antigament Takos King) encara que el mercat sigui majoritàriament format per petits negocis independents.
L'any 2013, els germans Moubarek van obrir el primer restaurant de tacos francès al Marroc, a Mers Sultan.